# Kešeriš
Kešeriš ili Kesulija (mađ. Keselyősfapuszta) je pogranično selo u južnoj Mađarskoj.

## Zemljopisni položaj
Nalazi se na 45° 46' 8" sjeverne zemljopisne širine i 18° 16' 48" istočne zemljopisne dužine, 500 metara od granice s Republikom Hrvatskom, 2 km jugozapadno od Semartina, 1 km sjeverozapadno od Drave i granice s Republikom Hrvatskom.

## Upravna organizacija
Upravno pripada selu Maći u Šikloškoj mikroregiji u Baranjskoj županiji. Poštanski broj je 7826.

## Vanjske poveznice
- Kesulija na fallingrain.com